# Londinium
Pour les articles homonymes, voir Londinium (homonymie).

Plan de Londinium vers l'an 400.

Londinium, à l'origine de la ville de Londres, capitale du Royaume-Uni, a été fondée par les Romains vers l’an 43. Elle devient rapidement la capitale de la Bretagne romaine et sert de grand centre impérial jusqu’à ce qu’elle soit finalement abandonnée par Rome au Ve siècle.

## Toponymie
Le nom de lieu Londinium est attesté vers 65 après J. C. dans une inscription Londinio Mogontio, puis au Ier siècle dans les Annales de l'historien Tacite.
L'étymologie de Londinium demeure incertaine, les langues pré-latines étant mal connues. Une théorie commune admet que ce nom de lieu est issu du celtique insulaire (brittonique) *Londinion, c'est-à-dire *Londinijos, dérivé de *londos combiné au suffixe *-injo-, dont le sens serait « endroit soumis aux inondations régulières ».

## Histoire
Londinium est une ville fondée par les Romains à la suite de l'invasion de l’an 43, conduite par l’empereur Claude, même si les archéologues pensent désormais que la date la plus exacte est vers l’an 50, où la ville est établie comme colonie civile ou civitas.
Le choix du lieu a été décidé à l'endroit où les berges de la Tamise sont les plus proches, afin de permettre la construction d’un pont, mais où le fleuve est assez profond pour laisser passer les navires. Des restes d’un pont romain sont découverts en 1981 près de l’actuel Pont de Londres.
Bien qu’il soit admis que la ville soit une colonie civile, certaines maigres preuves admettent qu’une forteresse romaine y existait. Les fouilles, réalisées par le musée de Londres depuis 1970, ne sont pas parvenues à apporter la preuve matérielle d'une occupation militaire sur le site, si bien que de nombreux archéologues pensent désormais que la fondation de Londinium relève d’une entreprise privée : la ville étant située à un endroit idéal pour permettre le commerce.

## Géographie
La cité de Londinium couvre une superficie relativement modeste : environ 1,4 km², compris dans les limites de l'actuelle Cité de Londres.
Ainsi, le tracé de l'enceinte construite entre 190 et 225 pour assurer la défense de la cité, et que l'on baptise le Mur de Londres (The London Wall), nous est connu : elle forme presque un quadrilatère d'environ deux kilomètres d'est en ouest, sur huit cents mètres au maximum du nord au sud, s'étendant sur sa partie méridionale, le long de la Tamise, des abords orientaux de la Gare de Blackfriars au centre de la Tour de Londres. Puis, à l'est, elle remonte sur Aldgate, d'où elle rejoint le Mur de Londres, l'artère qui, comme son nom l'indique, suit dans sa quasi-totalité le tracé du mur dans sa partie septentrionale. Les trois cents derniers mètres de cette rue, avant Aldersgate, traversent l'emplacement de la citadelle (formant un carré de deux cents mètres de côté) qui est située au nord-ouest de la cité. Elle reprend son cours au sud d'Aldersgate et rejoint Old Bailey (Haute Cour criminelle de Londres), dont le nom de Bailey évoque l'existence d'un « mur d'enceinte », qu'elle longe vers le sud jusqu'à Blackfriars, formant son côté ouest.
La cité est partagée en deux par la rivière Walbrook (aujourd'hui entièrement souterraine et qui a depuis donné son nom à un quartier de la City) qui pénètre sous les murs de Londinium au niveau de Finsbury Circus et coule ainsi du nord au sud, avant de se jeter dans la Tamise à hauteur du Cannon Street Railway Bridge en suivant le tracé de la rue qui porte son nom et débute à l'angle de Mansion House.
Cette rivière joue un rôle important puisqu'elle fournit de l'eau aux habitants, mais transporte aussi les eaux usées. De plus, elle sert à la navigation puisqu'un port existe sur sa rive est du côté de Bucklersbury, à proximité duquel on a découvert les vestiges d'un temple dédié au dieu Mithra. Le palais du gouverneur de la cité serait également situé non loin de là, plus au sud, toujours sur la rive orientale, probablement au niveau de la station de métro de Cannon Street.

## Statut
Le statut de Londinium est incertain : la cité n'est pas la capitale d'une civitas, alors qu'une liste rédigée par Claude Ptolémée la place comme une ville des Cantiaci, peuple belge habitant le Cantium (aujourd'hui le Kent).
Débutant comme un petit fort, la ville se développe et devient un important port de commerce entre la Britannia et les provinces romaines du continent. Le manque de villas romaines privées (très abondantes dans l'empire) suggère qu'elle soit une propriété militaire, voire impériale. À l'époque de la révolte de Boadicée au milieu du Ier siècle, Tacite écrit dans ses annales que « Londinium… bien qu'indistinguable par le nom de colonia, était énormément fréquentée par les marchands et les navires de commerce ». Dans l'année qui suit la révolte, l'administration provinciale de Britannia se déplace de Camulodunum (actuellement Colchester, dans l'Essex) jusqu'à Londinium. La ville n'est pas pour autant appelée capitale de Britannia, mais il existe de nombreuses preuves qui démontrent que dans les faits c'est bien le cas, avec l'existence d'un palais du gouverneur, la construction d'un camp militaire au début du IIe siècle et plusieurs tombes appartenant au personnel membre du gouvernement.